# Auslogics
Auslogics — австралийская компания, специализирующаяся на разработке программного обеспечения с закрытым исходным кодом для Microsoft Windows. Была основана в 2008 году в Сиднее. Все продукты работают только под управлением 32-битных и 64-разрядных операционных систем Microsoft Windows.

## Направление разработок
Основной акцент уделяется оптимизации и защите данных на компьютере.
В число разработок входят утилиты по работе:
- с жёстким диском, включая утилиты по дефрагментации, оптимизации файловой системы, восстановлению удалённых файлов или безопасному удалению информации;
- c реестром Microsoft Windows, включая утилиты по осуществлению очистки и исправлению ошибок;
- с оптимизацией Интернет-соединения, защите компьютера от вирусов и различных шпионских программ.

## Продукция
- Auslogics BoostSpeed
- Auslogics Disk Defrag
- Auslogics Registry Defrag
- Auslogics Registry Cleaner
- Auslogics Antivirus
- Auslogics Disk Defrag Screen Saver
- Auslogics Emergency Recovery
- Auslogics System Information
- Auslogics Duplicate File Finder
- Auslogics Task Manager
- Auslogics driver uptader